# 出雲路信直
出雲路 信直（いずもじ のぶなお、1650年4月2日（慶安3年3月2日） - 1703年5月5日（元禄16年3月20日））は、江戸時代初期の京都下御霊神社神主。神道学者。山崎闇斎門人。号は八鹽道翁（やしおじのおきな）。

## 来歴
諱は信直。初め板垣民部信直と称し、のち家号を出雲路と改める。
- 1650年4月2日（慶安3年3月2日）京都下御霊神社の別当板垣元専の嫡男として生まれる。
- 神道と儒学を融合させ垂加神道を開いた山崎闇斎に学び、その高弟となる。
- 1682年（天和2年）、闇斎の帰幽後は、その後継となって垂加神道の発展に寄与した。門弟には玉木正英等がいる。
- 1684年（貞享元年）下御霊神社の別当職を継ぎ、次いでその神主となり家号を初めて出雲路と称した。
- 1703年5月5日（元禄16年3月20日）帰幽。享年54。

## 下御霊神社
- 信直は、山崎闇斎の帰幽後、下御霊神社の境内に「垂加霊社」を建立し闇斎の霊を奉祀した。
- 同社には、闇斎の肖像画や遺品が多数伝えられている。
- 霊元天皇は退位後にしばしば修学院山荘に行幸したが、その際にしばしば下御霊神社を訪問したことで、信直はその知遇を得た。後に天皇が崩御した際に孝霊天皇・孝元天皇から「霊元」の追号を採用するように遺詔し、また秘かに一条兼香と出雲路直元（信直の嫡男）に対して同社に神として祀るように秘かに指示した背景には信直父子を介して垂加神道の影響を受けた可能性が指摘されている[1]。

## 親族

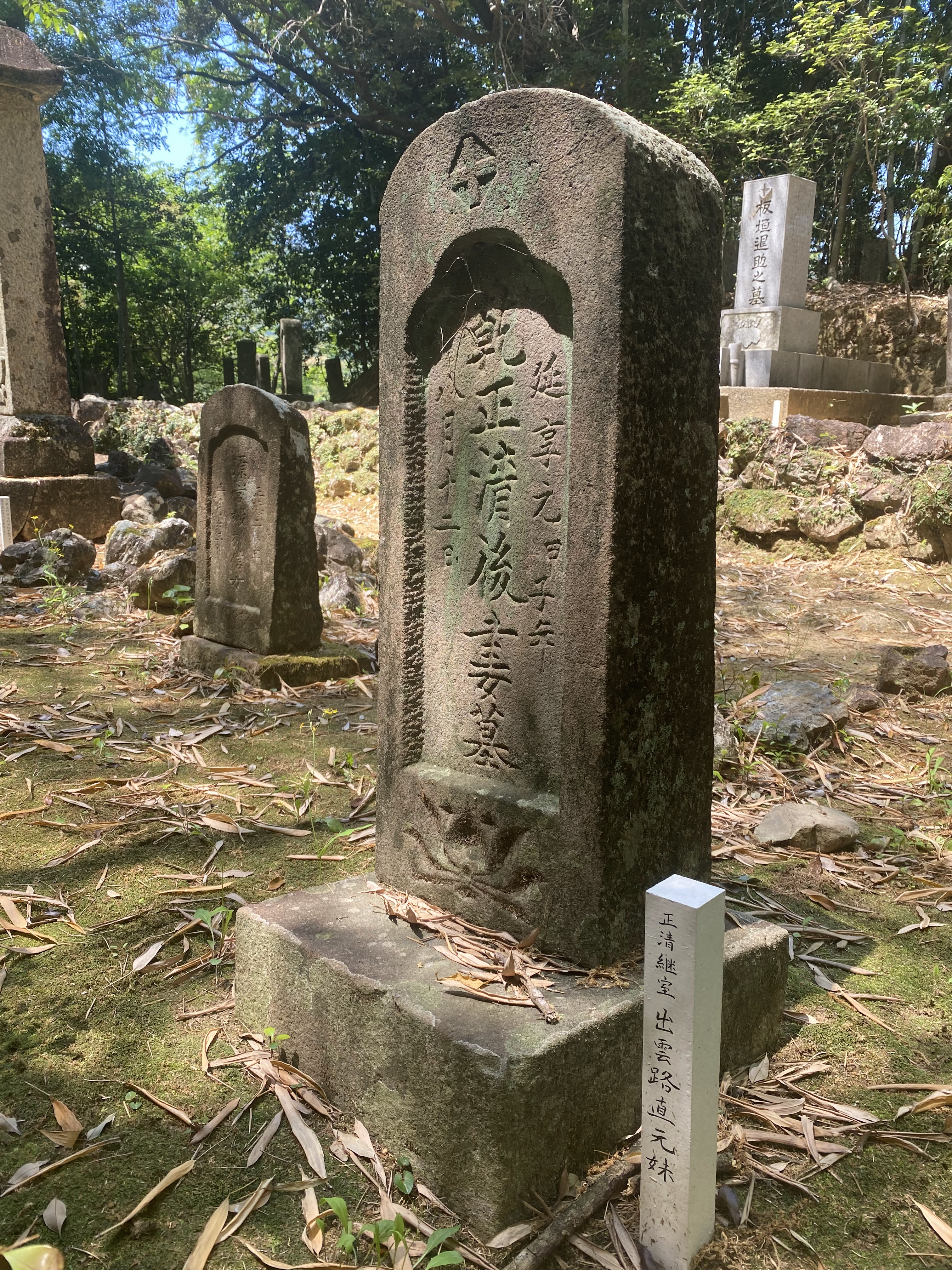
乾正清後妻(出雲路直元妹)の墓

板垣氏の祖は清和源氏義光流（甲斐源氏）武田氏の支流で、板垣信方の嫡子である板垣信憲の次男、板垣正寅に出る。正寅の子が板垣正善である。
- 曽祖父：板垣正善（母は下御霊神社神主斎部信英の娘）
  - 祖父：板垣摂紅（1574年（天正2年） - 1670年9月17日（寛文10年8月4日））下御霊社別当法印
    - 父：板垣元専（1619年（元和5年） - 1689年9月15日（元禄2年8月2日））下御霊社別当
      - 本人：出雲路信直（板垣民部）下御霊神社神主
        - 長男：出雲路直元（摂津守）（1682年（天和2年） - 1748年3月21日（延享5年2月23日）下御霊神社神主
          - 孫：出雲路守信（大和守）（1711年（正徳元年） - 1759年10月19日（宝暦9年8月29日）下御霊神社神主

        - 二男：松室重元（松室重備の養子となる）
        - 長女：上司延親の室
        - 二女：土佐藩家老・深尾繁峯の側室
        - 三女：土佐藩馬廻・乾正清の継室